# Silke Demeyere
Pour les articles homonymes, voir Demeyere.
Silke Demeyere, née le 20 juin 1992, est une footballeuse internationale belge évoluant au poste de milieu de terrain au Havre.

## Biographie
Silke Demeyere commence à pratiquer le football vers l'âge de 9 ou 10 ans, avec son frère, des camarades d'école ou des voisins. Elle est répérée par l'entraîneur de Harelbeke à l'occasion d'une compétition scolaire et rejoint le DVC Zuid-West Vlaanderen à douze ans,. À 15-16 ans, elle intègre l'équipe première de Harelbeke et commence à être sélectionnée en équipe nationale dans les catégories de jeunes.
En 2009, elle rejoint le club de Zulte-Waregem, où elle côtoie Tessa Wullaert et Jana Coryn. De 2012 à 2015, elle joue trois saisons au Club Bruges, en BeNe Ligue. Elle y dispute deux finales de Coupe de Belgique, en 2014 et 2015. 
En 2015, alors que le Club Bruges réduit les moyens de sa section féminine et dissout son équipe A, Silke Demeyere rejoint le Lierse SK, toujours avec Jana Coryn, et gagne la Coupe de Belgique. Au cours de cette saison, elle entre pour la première fois en jeu en équipe de Belgique, remplaçant Julie Biesmans en fin de match contre la Bosnie-Herzégovine, en phase éliminatoire de l'Euro 2017, en novembre 2015,.
En 2016, des recruteurs du LOSC venus voir jouer Jana Coryn repèrent Silke Demeyere. Les deux joueuses sont alors engagées par ce club français qui a l'ambition de monter de la deuxième à la première division. Une troisième internationale belge, Maud Coutereels, est recrutée par l'entremise de Jana Coryn. La montée du club est obtenue dès 2017 avec un titre de championnes de France de D2. Au début de la saison 2017-2018, Silke Demeyere est mise en concurrence avec des joueuses de milieu de terrain recrutées durant l'été. Remplaçante lors des premiers matchs, elle est de nouveau titulaire après quelques mois. Elle inscrit son premier but en première division française contre Fleury en février. En début d'année 2018, pour la première fois depuis son arrivée à Lille, elle est sélectionnée pour un stage de l'équipe de Belgique. Elle n'est cependant pas retenue ensuite pour disputer la Cyprus Cup,.
En juin 2022, elle quitte le LOSC Lille, pour rejoindre Le Havre Athletic Club, champion de d2 juste devant son équipe.

## Palmarès
- Championne de France de Division 2 en 2017
- Vainqueur de la Coupe de Belgique en 2016
- Finaliste de la Coupe de Belgique en 2014 et 2015
- Vice championne de d2 en 2022

## Statistiques
| Saison                | Club                  | Championnat           | Championnat | Championnat | Coupe(s) nationale(s) | Coupe(s) nationale(s) | Total | Total |
| Saison                | Club                  | Division              | M.          | B.          | M.                    | B.                    | M.    | B.    |
| 2016-2017             | LOSC Lille            | Division 2            | 23          | 2           | 3                     | 0                     | 26    | 2     |
| 2017-2018             | LOSC Lille            | Division 1            | 20          | 1           | 1                     | 0                     | 21    | 1     |
| 2018-2019             | LOSC Lille            | Division 1            | 19          | 0           | 5                     | 0                     | 24    | 0     |
| 2019-2020             | LOSC Lille            | Division 2            | 14          | 2           | 3                     | 2                     | 17    | 4     |
| 2020-2021             | LOSC Lille            | Division 2            | 5           | 1           | -                     | -                     | 5     | 1     |
| Sous-total            | Sous-total            | Sous-total            | 81          | 6           | 12                    | 3                     | 93    | 9     |
| Total sur la carrière | Total sur la carrière | Total sur la carrière | 81          | 6           | 12                    | 3                     | 93    | 9     |